# شاكيل هاريسون
شاكيل هاريسون (6 أكتوبر 1993 بكانساس سيتي في الولايات المتحدة - ) (بالإنجليزية: Shaquille Harrison)‏ هو لاعب كرة سلة أمريكي في مركز مدافع مسدد الهدف. لعب مع فينيكس صنز وTulsa Golden Hurricane men's basketball ‏.

## وصلات خارجية
- شاكيل هاريسون على موقع إن بي أي (الإنجليزية)
- شاكيل هاريسون على موقع سبورتس رفرنس (الإنجليزية)
- شاكيل هاريسون على موقع كرة السلة الأوروبية.كوم (الإنجليزية)
- شاكيل هاريسون على موقع DraftExpress.com (الإنجليزية)
- شاكيل هاريسون على موقع إي إس بي إن.كوم (الإنجليزية)
- شاكيل هاريسون على موقع كلية كرة السلة في سبورتس رفرنس.كوم (الإنجليزية)
- شاكيل هاريسون على موقع ريلجم (الإنجليزية)
- شاكيل هاريسون على موقع بروبوليرز (الإنجليزية)
- شاكيل هاريسون على موقع سبورتس رفرنس (الإنجليزية)